# Ophiorrhiza rufopunctata
Ophiorrhiza rufopunctata är en måreväxtart som beskrevs av Hsien Shui Lo. Ophiorrhiza rufopunctata ingår i släktet Ophiorrhiza och familjen måreväxter. Inga underarter finns listade i Catalogue of Life.